# Lara Dibildos
Lara Paula Dibildos Espinosa (Madrid, 23 de septiembre de 1971) es una actriz y presentadora de televisión española.

## Biografía
Nació en Madrid el 23 de septiembre de 1971, hija de la actriz y presentadora de televisión Laura Valenzuela y del productor de cine José Luis Dibildos.

### Programas
Su actividad profesional con proyección pública se ha centrado fundamentalmente en el mundo de la televisión, donde debuta de la mano de su madre en Mañanas de Primera (1996), de Televisión Española, programa que únicamente se mantendría unos meses en antena. 
Su siguiente aparición sería como colaboradora en Día a día el programa que María Teresa Campos dirigía y presentaba en Telecinco. Mantuvo su presencia en el espacio matutino entre 1999 y 2001.
En el verano de 2003 presentó, junto a Andoni Ferreño, Eugenia Santana, Coral Bistuer y Nani Gaitán el programa musical Verano 3 de Antena 3.
En octubre de 2011 volvió a la televisión como colaboradora del espacio matinal Te damos la mañana de Inés Ballester en 13 TV.
El 28 de septiembre de 2014 en los Estudios Buñuel colaboró en la Gala Inocente, Inocente de La 1 actuando con Miriam Díaz-Aroca, Belinda Washington, Natalia Millán, Pablo Puyol, Marta Valverde, Mónica Martínez, Alberto Vázquez, Irma Soriano, Joaquín Torres, Paco Arrojo y David Meca en unos números musicales recordando programas que se habían grabado en estos estudios.
En 2019 salió como invitada en el programa Gente Maravillosa de Castilla-La Mancha Media.

### Actriz
En su faceta de actriz, ha colaborado en obras de teatro como La tía de Carlos (2001), Pato a la naranja, Vidas privadas (2003), Usted tiene ojos de mujer fatal (2008), El médico a palos (2009), de Molière, Brujas (2010), de Santiago Moncada, con dirección de Manuel Galiana, Testigo de cargo (2012) y Diez negritos (2014), ambas de Agatha Christie.

### Vida privada
Estuvo saliendo con el torero Rafael Camino y con el nadador Felipe López Ferreiro. En febrero de 1998 se casó civilmente en Badalona, con el exjugador de baloncesto Fran Murcia con el que tuvo un hijo llamado Francisco. Se divorciaron en 2001.[cita requerida]
Con el jinete sevillano Álvaro Muñoz Escassi, mantuvo una relación desde 2005 hasta finalizarla en 2007 y tuvo otro hijo llamado Álvaro, como su padre.